# Mahdia
Pour les articles homonymes, voir Mahdia (homonymie).
Mahdia (arabe : المهدية  [mæhdiæ]) est une ville côtière tunisienne située au centre-est du pays, à environ 200 kilomètres au sud de la capitale Tunis. Chef-lieu du gouvernorat du même nom, elle constitue une municipalité comptant 51 833 habitants en 2014.
Construite à l'origine sur une presqu'île de 1 400 mètres de longueur sur 500 mètres de largeur, elle abrite l'un des premiers ports de pêche du pays. L'activité touristique pèse de plus en plus dans l'économie locale. La cité est un centre tertiaire qui a développé peu à peu un pôle d'enseignement supérieur, notamment avec l'établissement de l'Institut d'économie et de gestion en 1999.
Si le centre historique se situe sur la presqu'île, la ville s'est étendue vers l'intérieur des terres avec les quartiers d'Hiboun et de Zouila notamment.

## Géographie
La ville de Mahdia est située au centre-est de la Tunisie ; son territoire est délimité au nord par le gouvernorat de Monastir, au sud par Ksour Essef et Sidi Alouane et à l'est par Bou Merdes.
|              | Gouvernorat de Monastir |                  |
| Bou Merdes   | Mahdia                  | Mer Méditerranée |
| Sidi Alouane |                         | Ksour Essef      |

## Histoire
Sa situation géographique stratégique et ses fortifications permettent à la ville, connue successivement sous les noms de Jemma, Aphrodisium et Cap Africa, de jouer un rôle de premier plan dans le bassin méditerranéen jusqu'au XVIe siècle. Mahdia est tout d'abord un comptoir phénicien puis elle abrita probablement une agglomération punique. Sous la domination romaine, elle devient Aphrodisium. L'épave de Mahdia, remontant au Ier siècle av. J.-C. et chargée d'objets d'art athéniens a été retrouvée au XXe siècle (vers 1907) à six kilomètres au large de Mahdia ; elle fait de cette dernière l'un des plus riches sites de l'archéologie sous-marine en Tunisie.

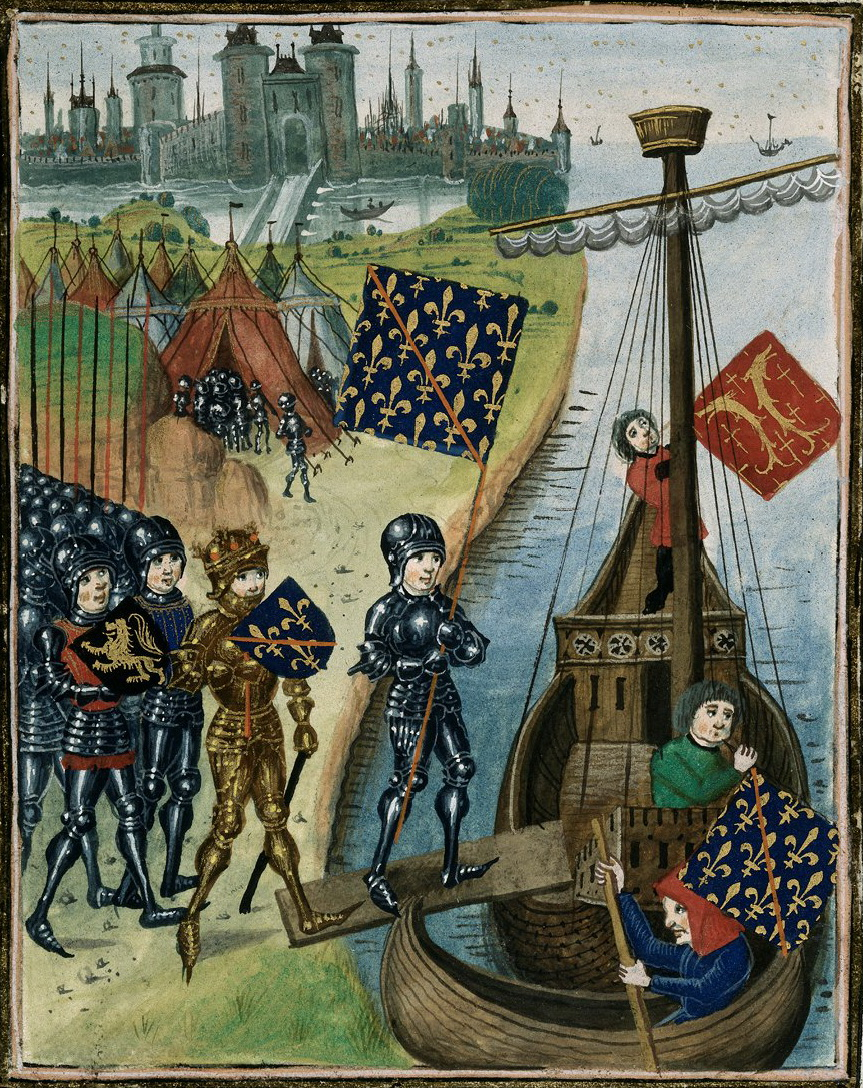
Croisade contre Mahdia en 1390.

L'année 916 voit l'arrivée du premier calife fatimide Ubayd Allah al-Mahdi qui ordonne la fondation de Mahdia, dont la construction s'étale sur cinq ans, et qui lui donne son nom actuel. La ville devient ainsi la capitale des Fatimides en 921 et le reste jusqu'en 973, date à laquelle Mahdia est remplacée par Le Caire. Assiégée durant huit mois (944-945) par les kharidjites sous la conduite de leur chef Abu Yazid, la ville résiste victorieusement. En 1057, les Zirides s'y réfugient face à la menace des Hilaliens.
En 1086-1087, pour faire cesser les attaques répétées des corsaires de cette région, notamment celles orchestrées par le souverain ziride Tamim (1062-1108), les grandes villes marchandes du nord du bassin méditerranéen — Gênes, Pise, Amalfi, Salerne et Gaète — arment des bâtiments et s'emparent de Mahdia.
L'attaque, menée par Hughes de Pise, bénéficie de l'aide de Rome ; elle implique également le seigneur Pantaleone d'Amalfi et reçoit le soutien de Mathilde de Toscane.
Bien que Mahdia soit prise, les Italiens ne parviennent pas à la conserver. L'argent du butin est dépensé dans la cathédrale de Pise et la construction d'une nouvelle église. L'historien des croisades Carl Erdmann (en) considère ce raid comme un précurseur direct de la première croisade, qui débute huit ans plus tard, car elle est menée sous la bannière de Saint Pierre contre un chef musulman. Le roi normand Roger II de Sicile l'occupe en 1148 et maintient son assise jusqu'à la chute de la ville, dans les premiers jours de 1160, aux mains des Almohades. La ville perd alors son importance politique au profit de Tunis mais n'en demeure pas moins un important port. La ville fait face au cours de son histoire à plusieurs sièges.

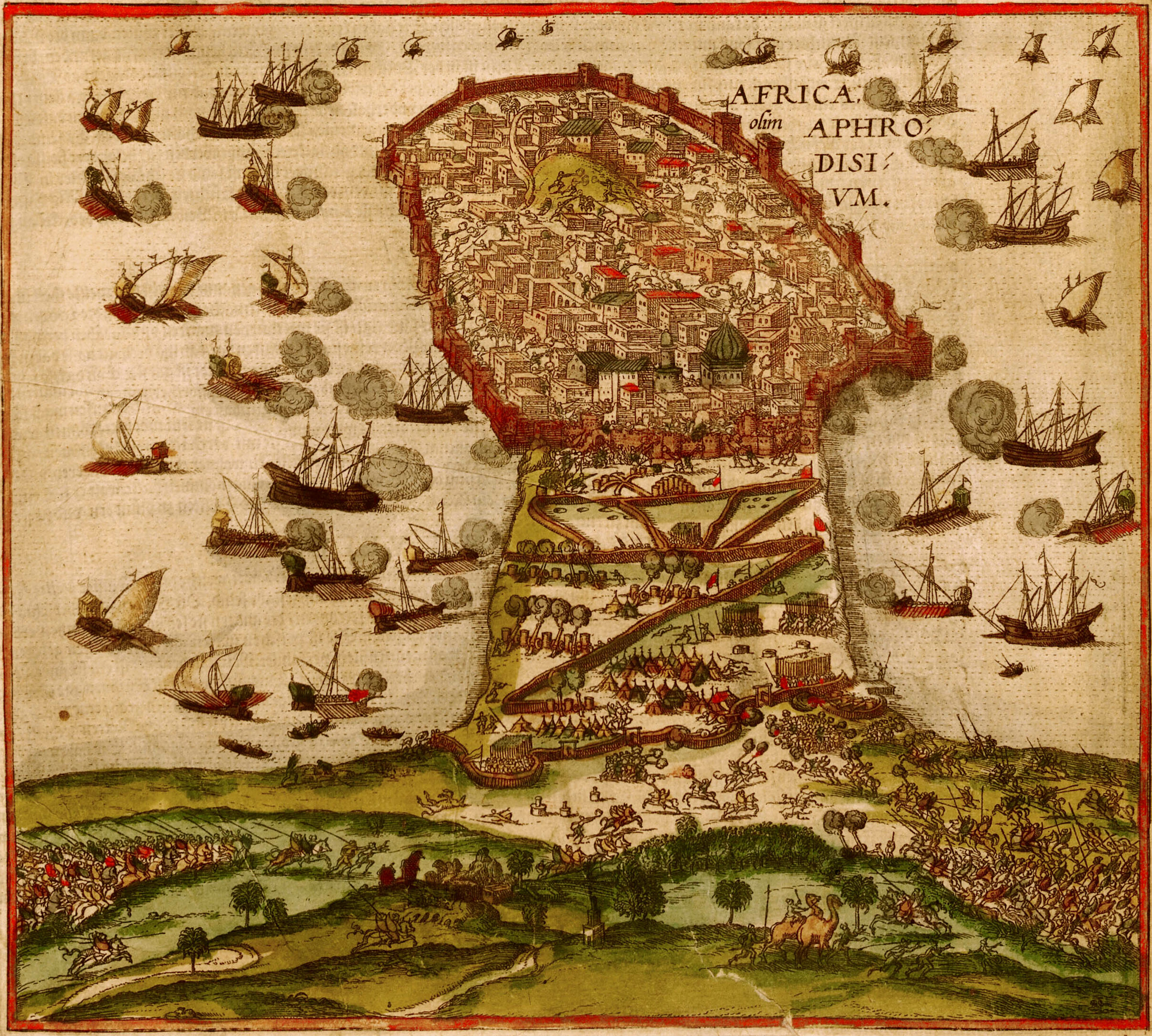
Carte de Mahdia en 1535.

En 1390, devant la perte de ses positions commerciales en Tunisie en faveur de Venise, Gênes organise une expédition militaire à laquelle elle souhaite donner le caractère d'une nouvelle croisade, au prétexte de se venger de la piraterie des barbaresques contre les chrétiens ; la cité obtient l'assistance d'un corps de seigneurs franco-anglais, dont Louis II de Bourbon qui en prend le commandement. La place forte, défendue par les Berbères de Bougie, de Bône, de Constantine et d'autres régions du Maghreb, venus au secours des Tunisiens, résiste à toutes les attaques. Les Européens, que les mésintelligences ne tardent pas à diviser, sont obligés de reprendre la mer après 61 jours de combats infructueux.
Mahdia est prise au XVIe siècle par le corsaire Dragut qui en fait son repaire. Charles Quint s'empare (en) de la ville en 1550 et les Espagnols y restent jusqu'en 1554.
En repartant, ils font sauter les remparts que les Ottomans ne reconstruisent que partiellement à leur retour. La ville retrouve peu à peu son calme et devient l'un des plus grands ports de pêche de Tunisie.

## Architecture et urbanisme
Mahdia compte quelques monuments et sites historiques dignes d'intérêt.
La Skifa El Kahla ou Bab Zouila, une importante porte fortifiée datant à l'origine du Xe siècle (élevée entre 916 et 921) puis restaurée au XVIe siècle, constitue encore l'un des points d'accès au centre historique de la ville et l'un des rares vestiges des anciens remparts ; Borj El Kebir, une forteresse, dotée d'un passage voûté et courbé menant dans une cour imposante, surveille depuis 1595 la pointe du cap Afrique.
La grande mosquée, fondée en 916 par le chiite Ubayd Allah al-Mahdi, a la particularité d'être dépourvue de minaret ; elle a subi plusieurs modifications et rénovations pour être finalement reconstruite entre 1961 et 1965 conformément au premier plan du Xe siècle.
La mosquée Hadj Mustapha Hamza, construite en 1772 puis restaurée au cours du XXe siècle, constitue un bel exemple d'architecture religieuse à l'époque ottomane.
Mahdia est aussi connue pour son cimetière marin situé en front de mer, au bout de la presqu'île.

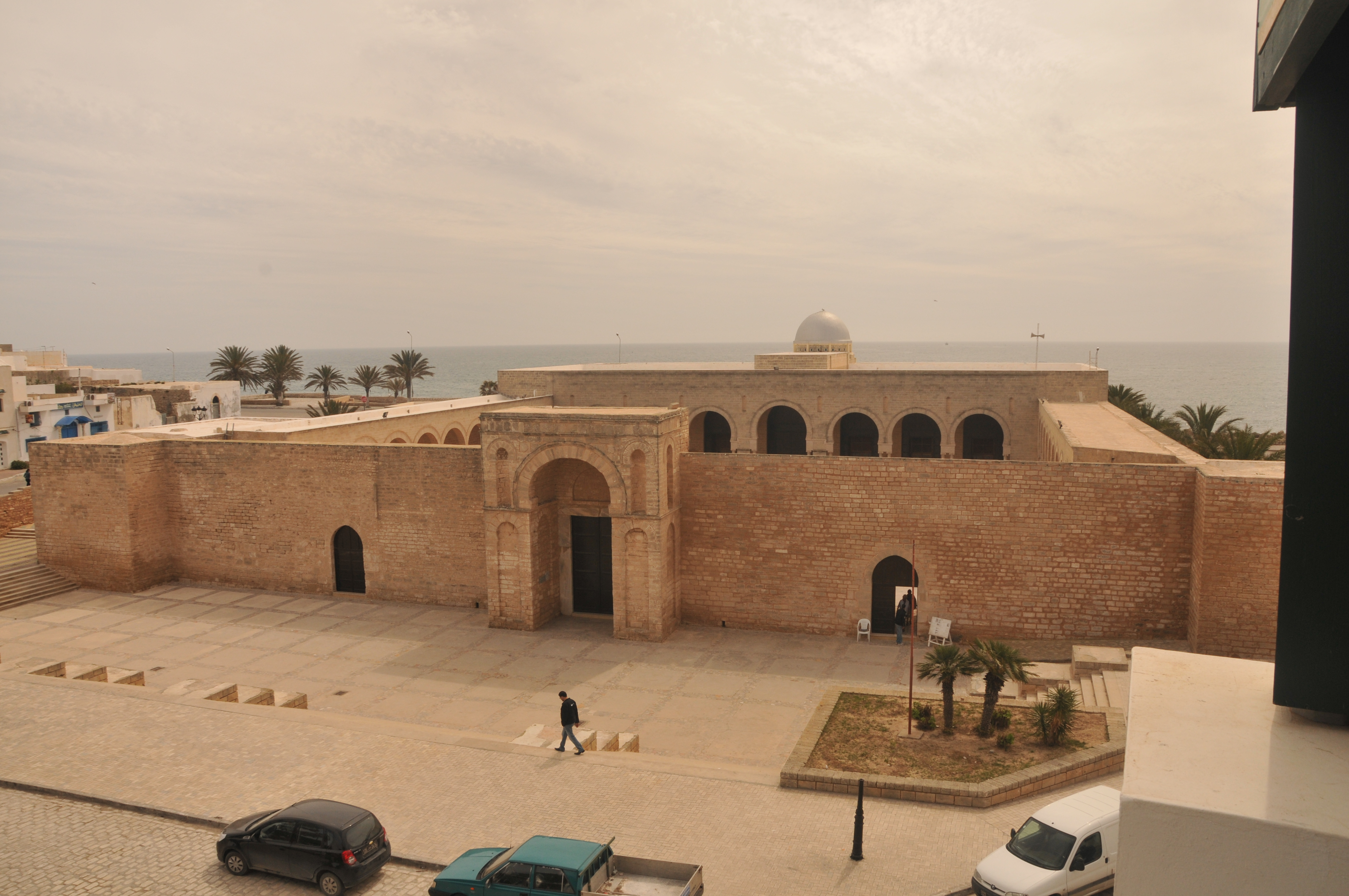
Vue extérieure de la Grande Mosquée.
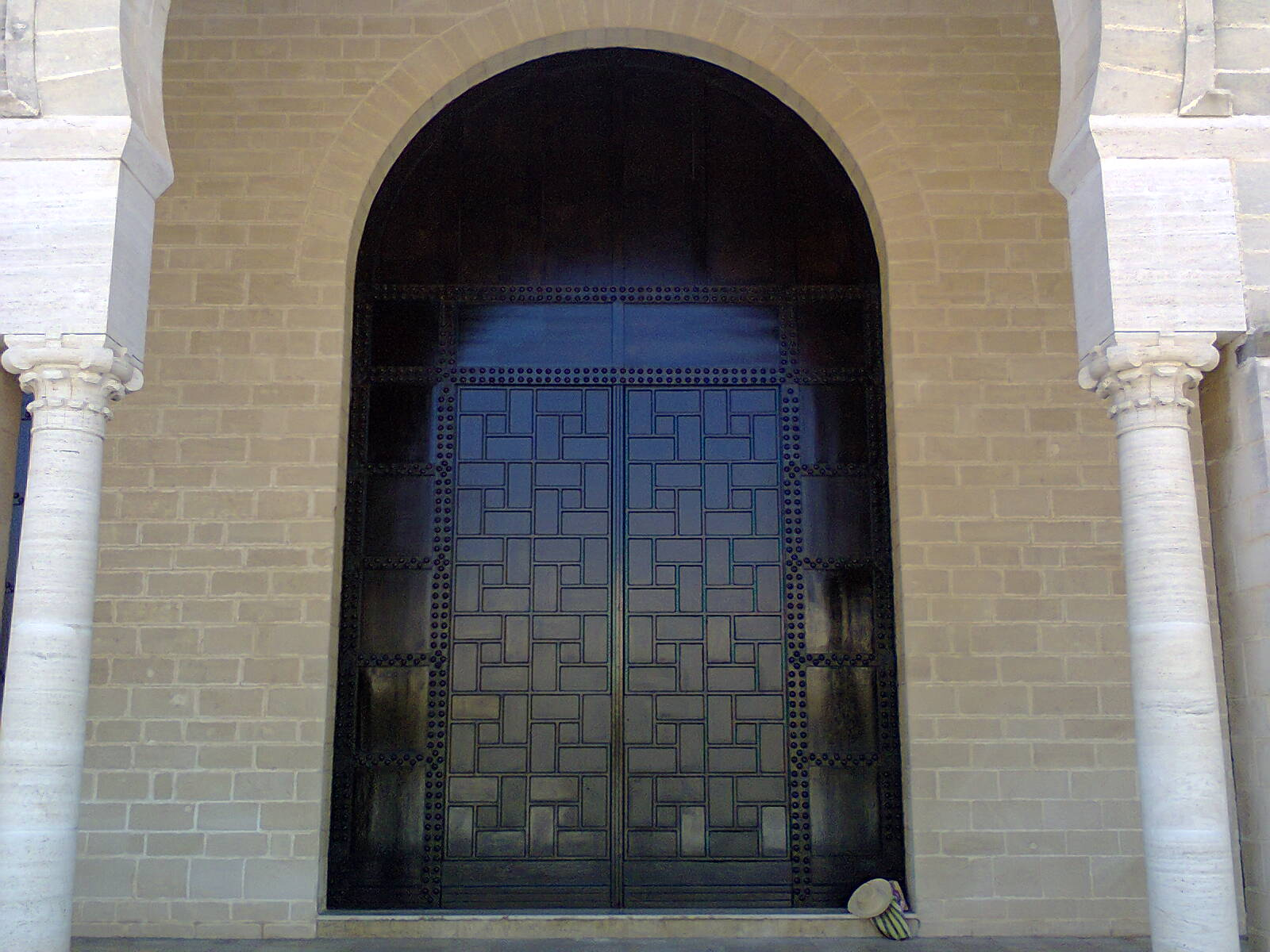
Porte centrale de la salle de prière de la Grande Mosquée ouvrant sur la cour intérieure.
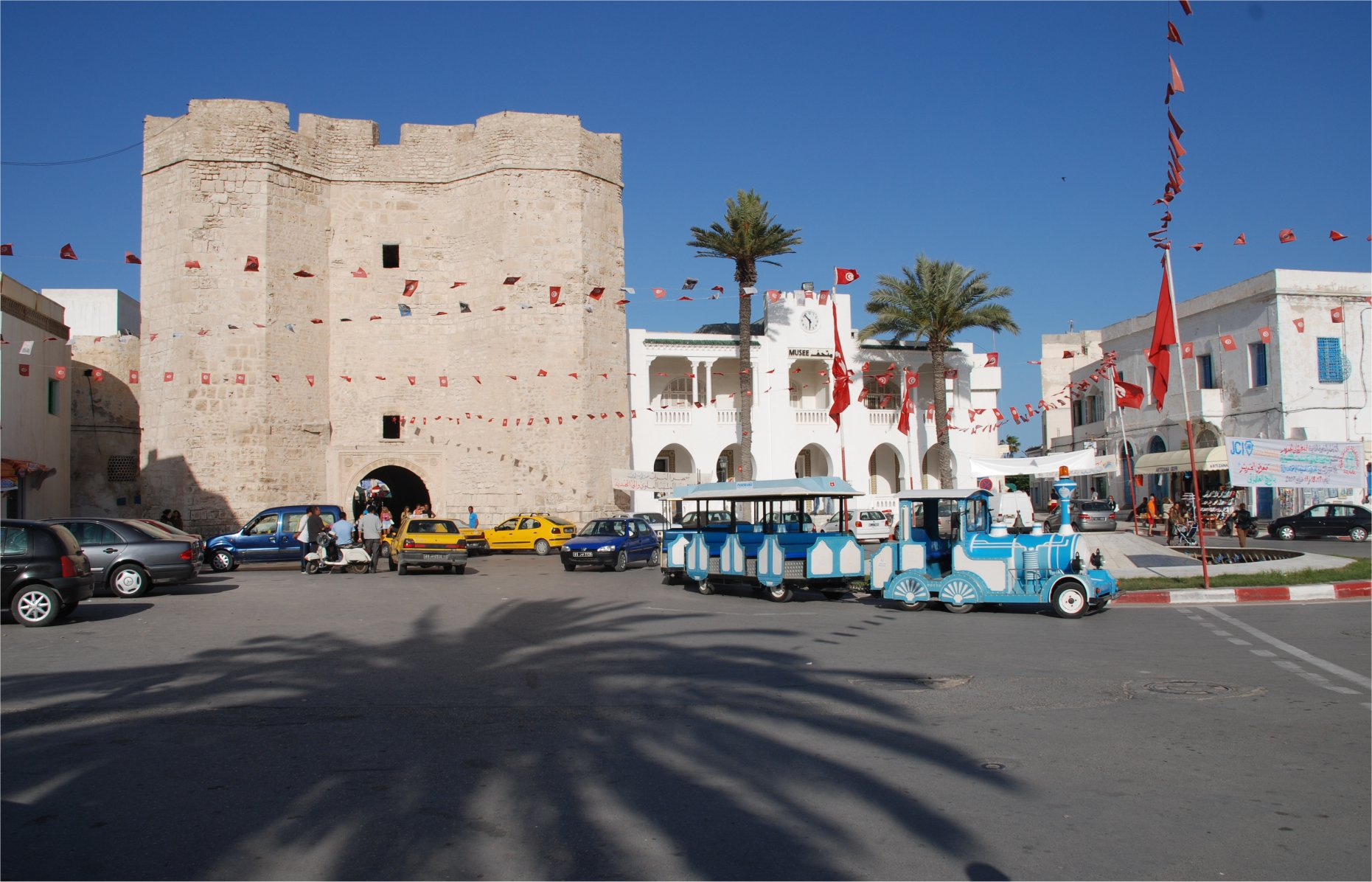
Skifa El Kahla et le musée de Mahdia (droite).
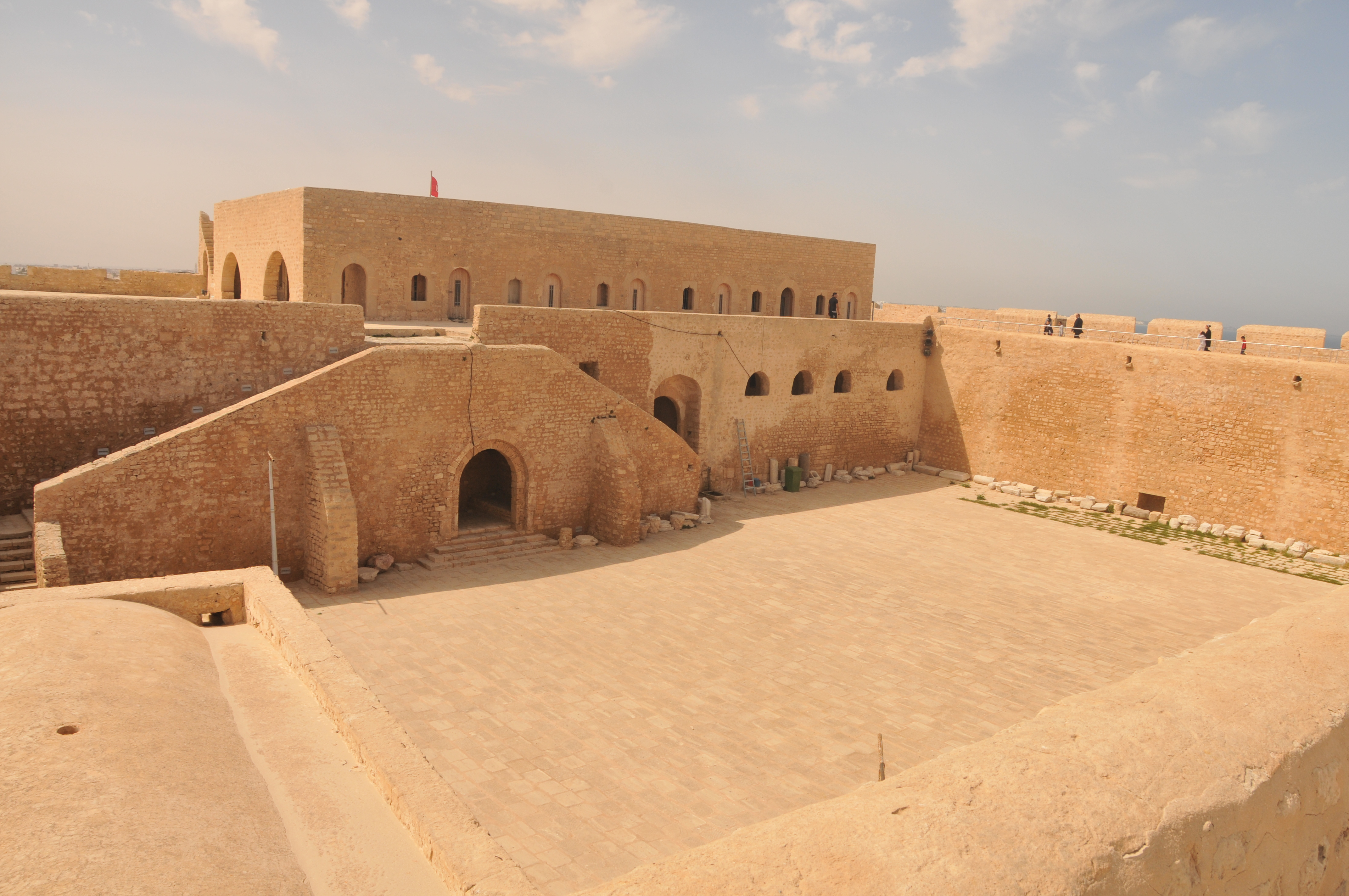
Cour intérieure du Borj El Kebir.
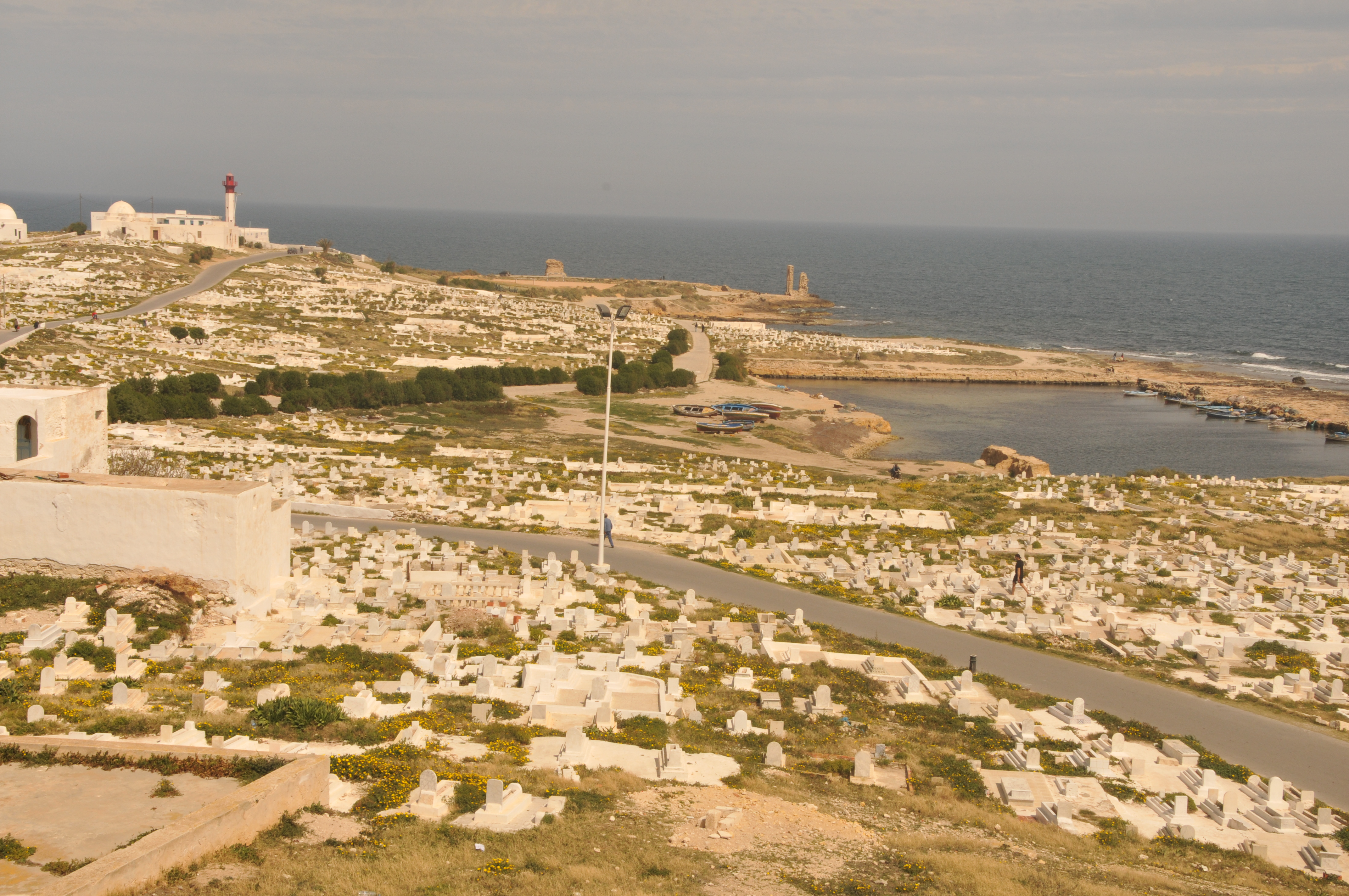
Vue du cimetière marin devant le cothon phénicien.
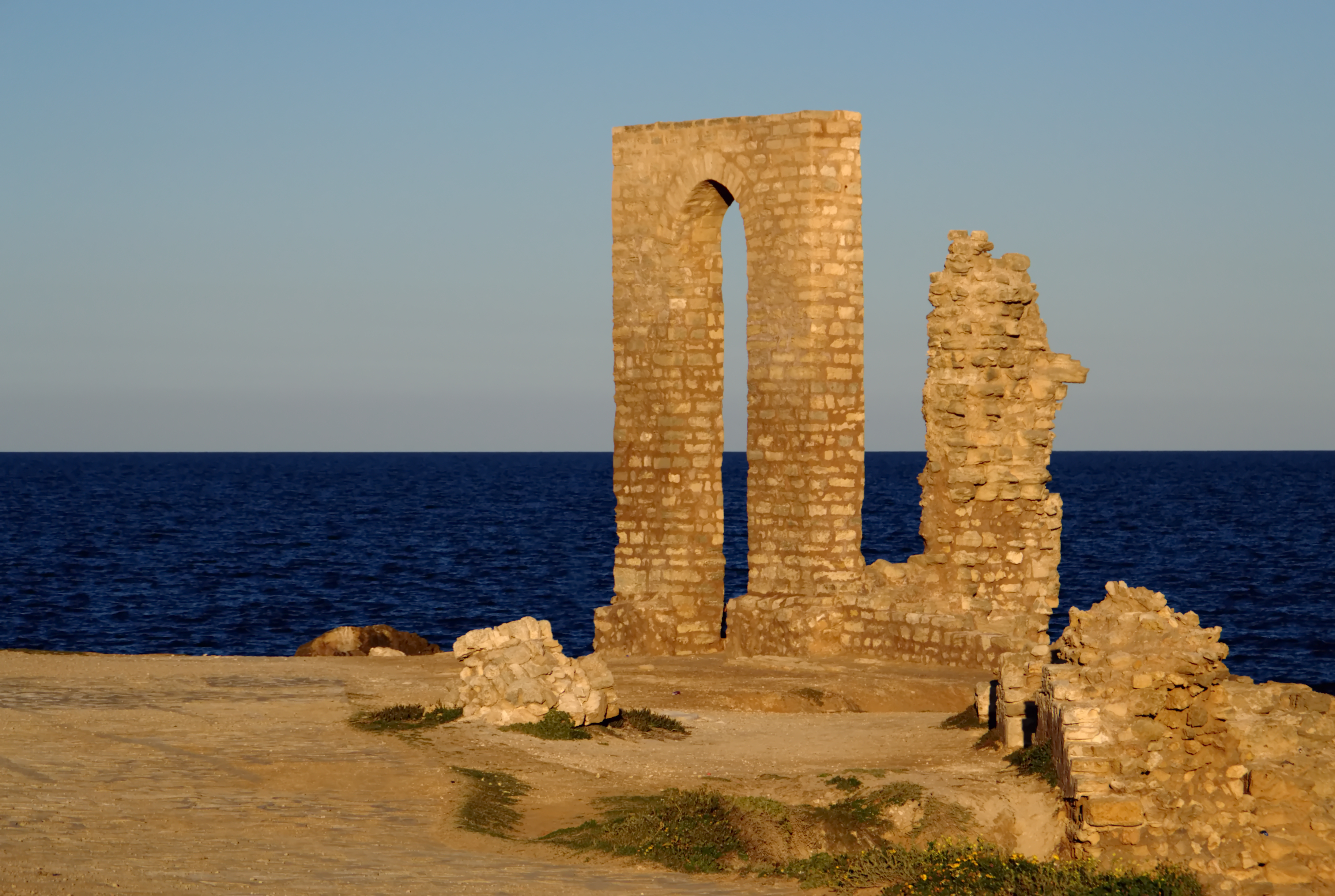
Arc près du cothon phénicien et du cimetière, représenté sur les armoiries de la ville.

## Culture

### Musée
La ville de Mahdia possède un musée, à vocation régionale, installé dans les anciens locaux de la municipalité qui ont été entièrement rénovés pour accueillir les collections. Inauguré en 1997, ses collections présentent plusieurs pièces dont des céramiques appartenant aux périodes puniques et romaines, un bel ensemble de mosaïques, un trésor d'époque byzantine avec ses 268 monnaies d'or ainsi que divers objets de la période islamique.

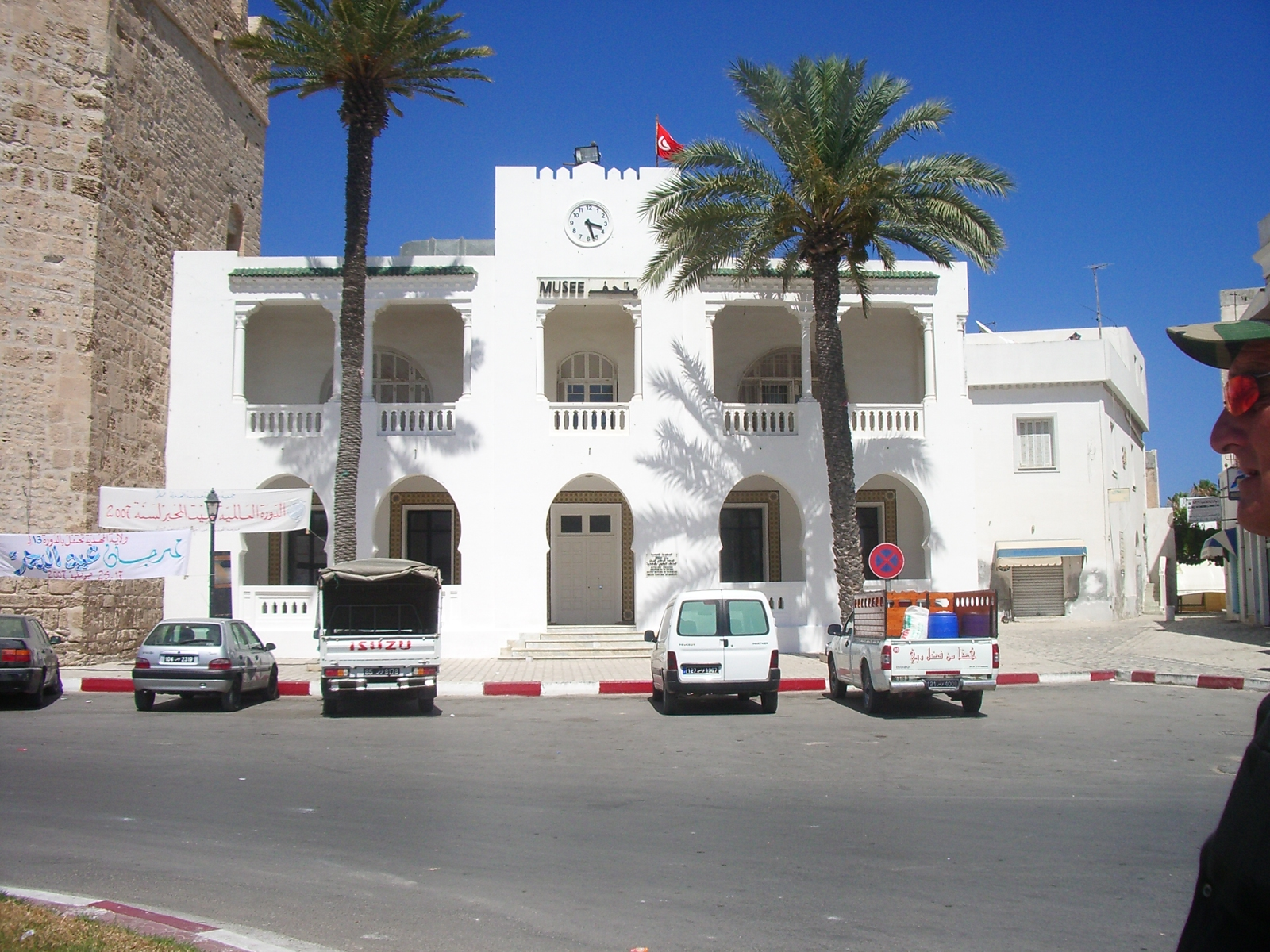
Vue extérieure du musée de Mahdia.
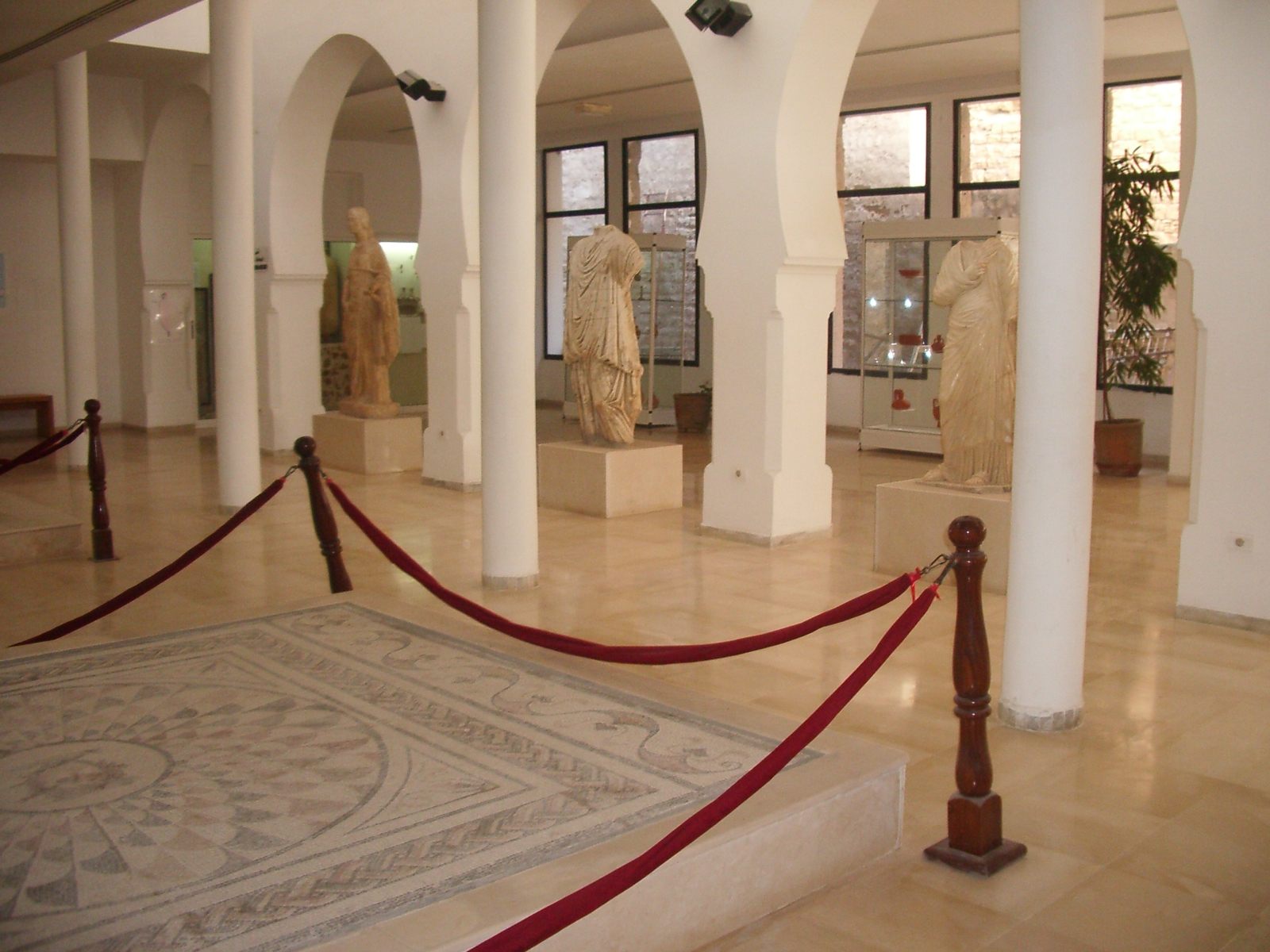
Vue intérieure du musée, partie réservée aux antiquités puniques et romaines.
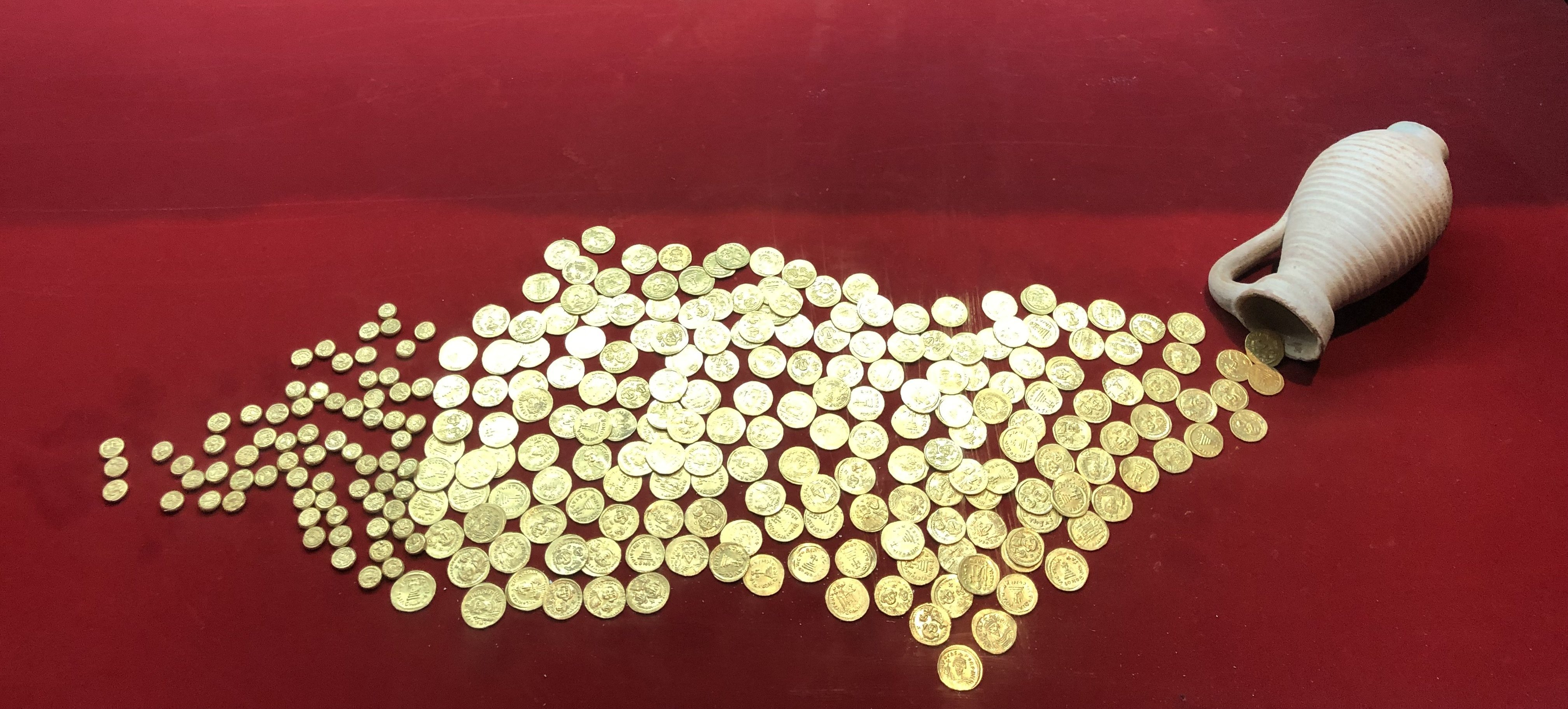
Trésor de Rougga, monnaies d'or d'époque byzantine.

### Éducation
La ville de Mahdia accueille plusieurs établissements d'enseignement comme la faculté des sciences économiques et de gestion, l'Institut supérieur des sciences appliquées et de technologie et l'Institut supérieur des arts et métiers.

## Économie

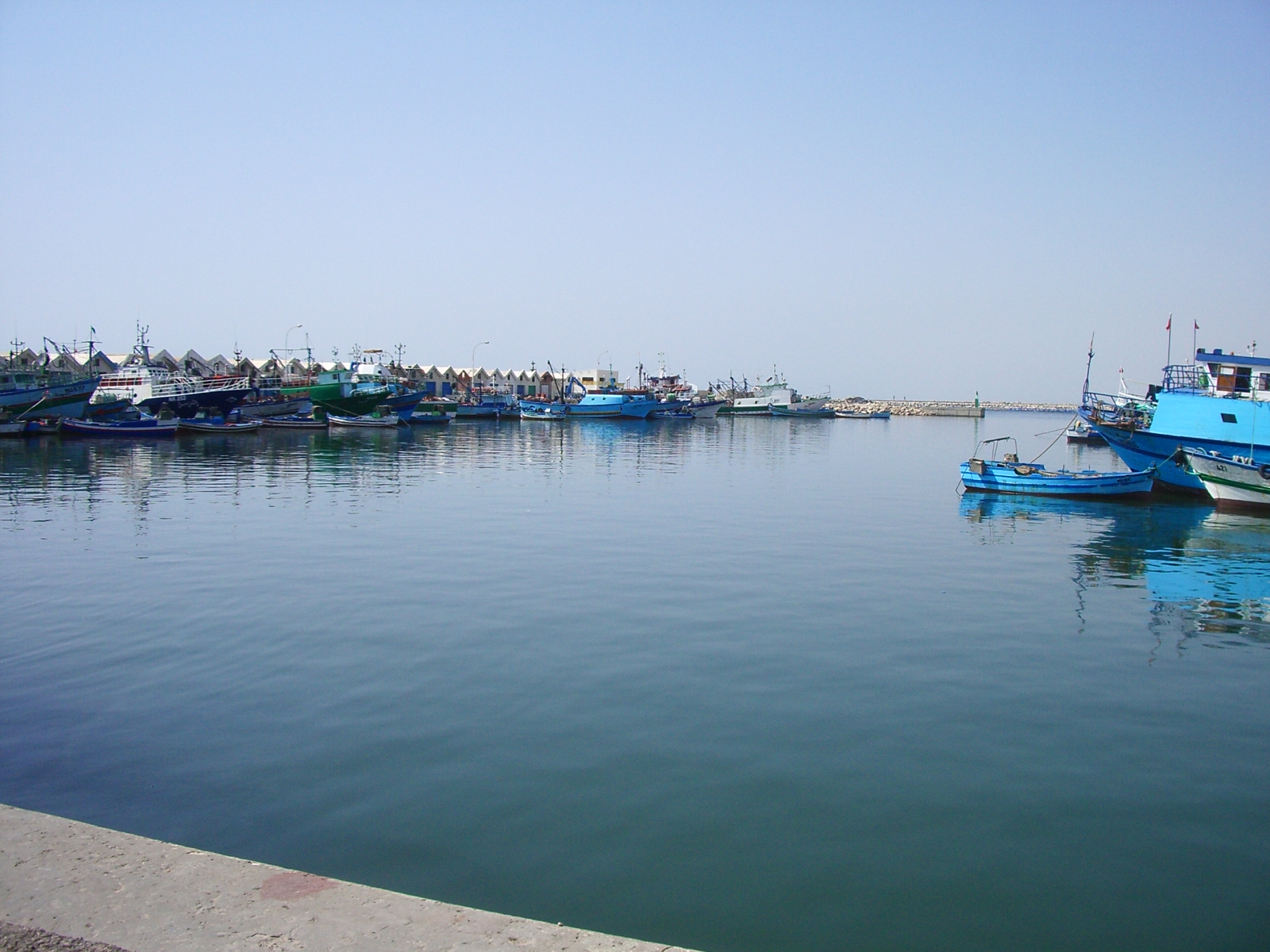
Bateaux dans le port de pêche de Mahdia.

Aujourd'hui, l'économie de Mahdia est principalement axée sur le tourisme, la pêche et l'huile d'olive.
Le port de pêche est très animé à certaines heures, et possède ses propres conserveries conditionnant le poisson bleu. On peut y admirer des chalutiers équipés pour la pêche au lamparo (nocturne).
La ville située à l'est d'une grande oliveraie abrite des huileries permettant de produire de l'huile d'olive mais aussi du savon (produit à base de 72 % d'huile d'olive).
La ville est aussi connue pour ses tissages (soie et laine) et son artisanat (bijoux, cuir, bois, etc.). Un village de l'artisanat, voué à la formation des artisans de la région et à la commercialisation de leurs produits, est inauguré en 2019.
Les plages de sable blanc, les nombreux hôtels et l'histoire tourmentée de la cité en font une station balnéaire appréciée. La zone touristique est située au nord de la ville, plus précisément en face du quartier de Hiboun ; la grande majorité des hôtels de la ville se trouvent en bord de mer et leur offre variée.
La ville dispose aussi depuis 2007 d'un centre d'affaires destiné à la création d'entreprises d'intérêt public économique.

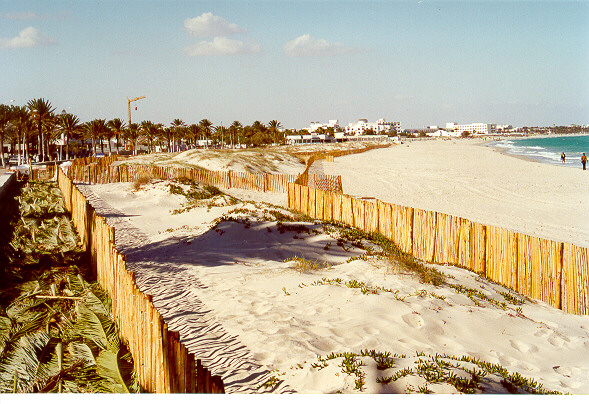
Plage de Mahdia.
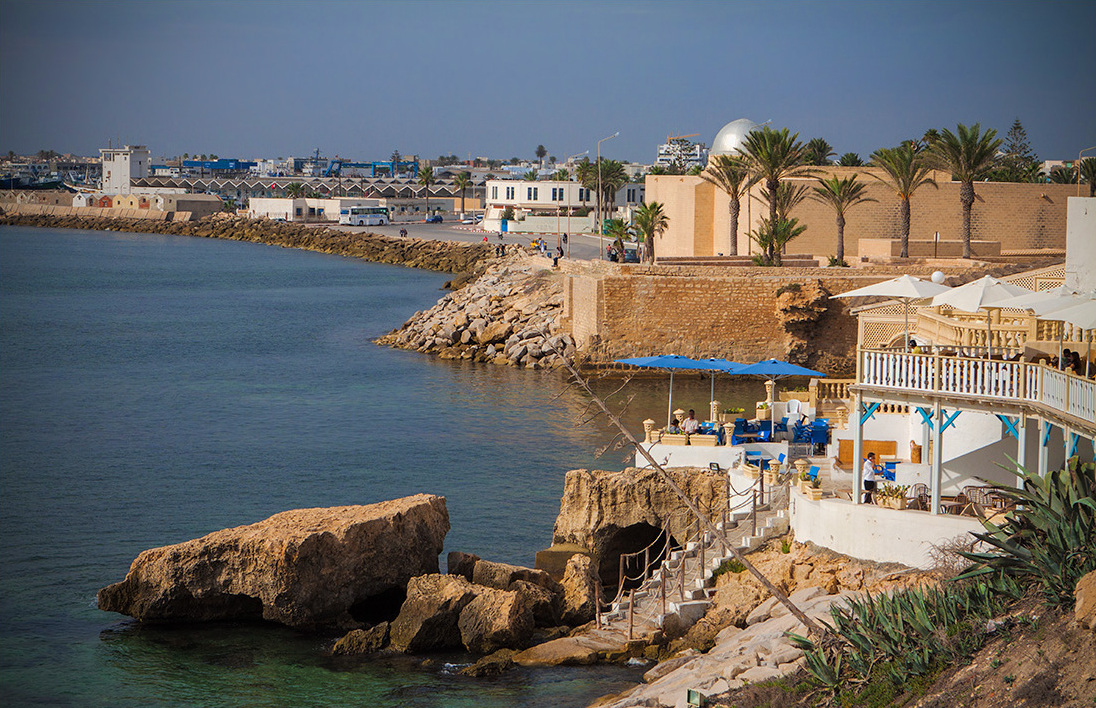
Vue du port et de la Grande Mosquée de Mahdia.
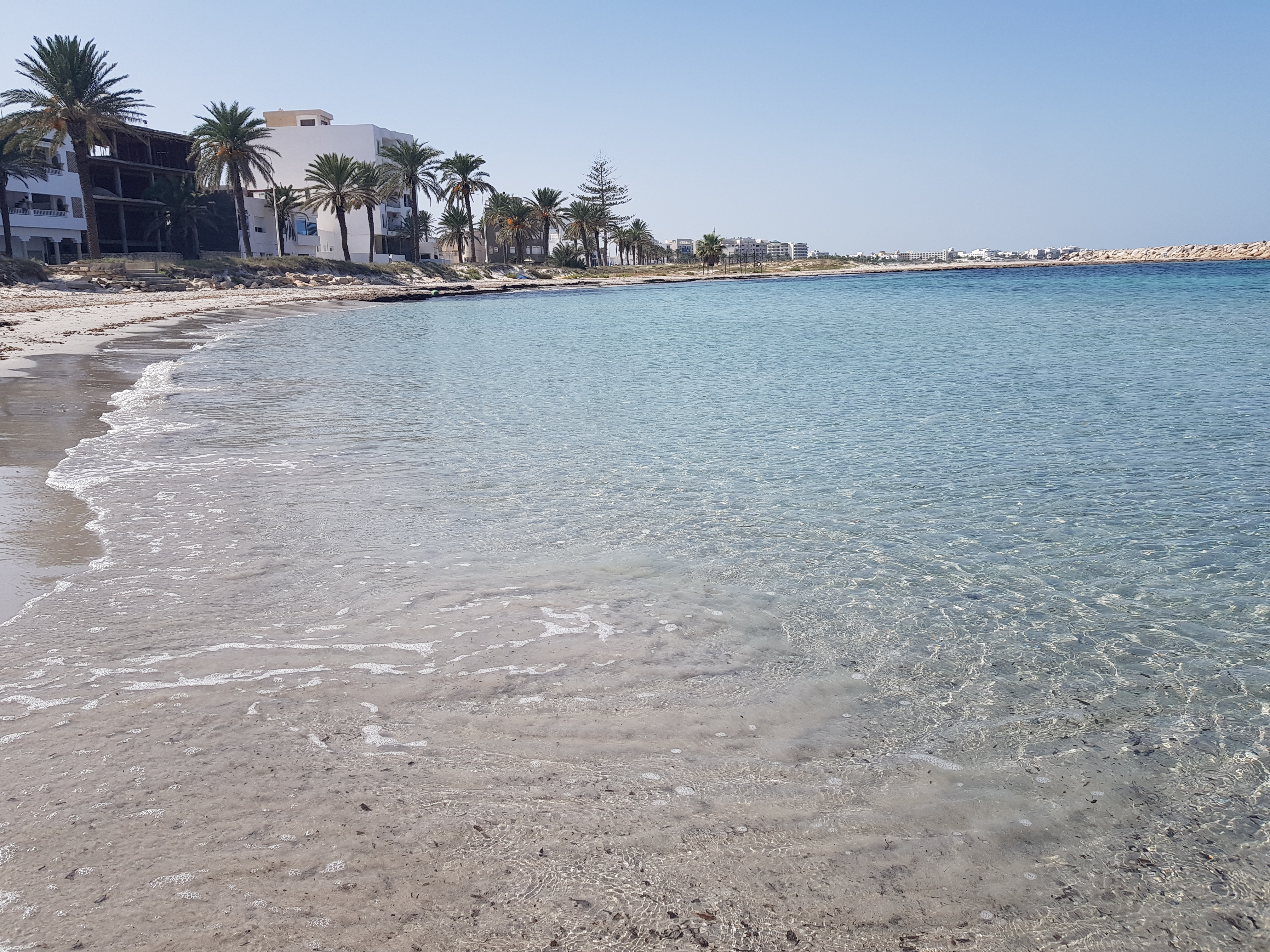
Plage et corniche de Mahdia.

## Transport

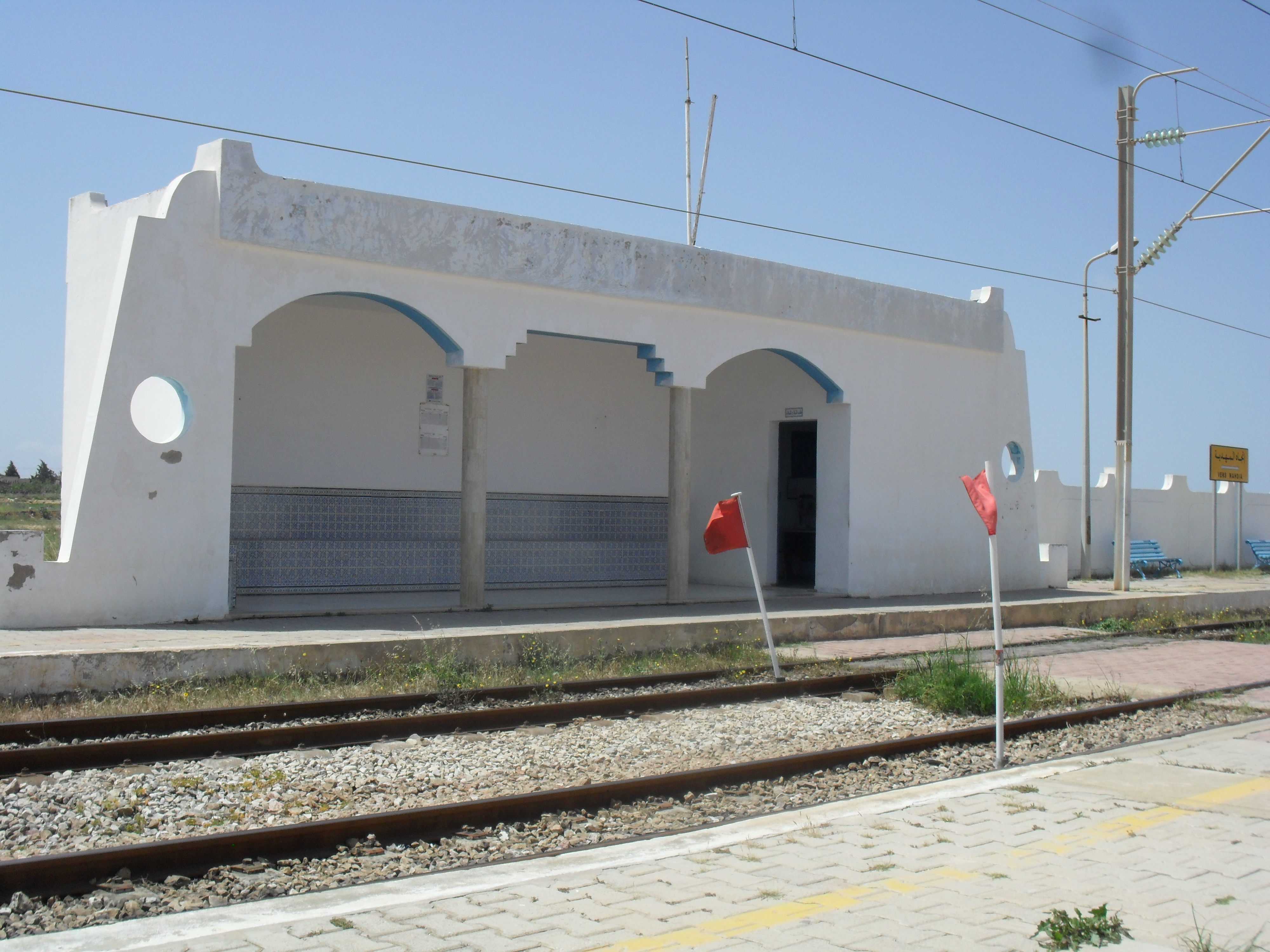
Station Mahdia-Zone touristique (Métro du Sahel).

La ville est desservie par plusieurs axes d'importance nationale, de même qu'une bretelle autoroutière reliée à l'autoroute A1. Par ailleurs, plusieurs lignes ferroviaires la relient vers Sousse, Sfax ou Monastir (Métro du Sahel).
Mahdia ne possède pas d'aéroport propre mais se situe à une heure environ de l'aéroport international de Monastir Habib-Bourguiba.

## Sport
Le football et le handball sont les sports réputés de la région avec le club omnisports d'El Makarem de Mahdia, plusieurs fois champion national et continental en handball. Le basket-ball y est aussi représenté avec le Basket Club Mahdia.

## Coopération et jumelage
La municipalité de Mahdia a signé de nombreux accords de coopération et de jumelage avec diverses villes :
- Le Caire (Égypte)
- Mazara del Vallo (Italie)
- Saint-Nazaire (France)
- Aveiro (Portugal)